# Paris-Bourges 2007
Paris-Bourges 2007 est la 57e édition de la course cycliste française Paris-Bourges se déroulant le 11 octobre 2007 entre Gien (Loiret) et Bourges (Cher), sur une distance de 194,3 kilomètres.
La course fait partie de la troisième édition du circuit continental européen UCI Europe Tour en catégorie 1.1 et constitue la dernière des quinze courses de la seizième édition de la coupe de France de cyclisme sur route.
L'épreuve est remportée par le Français Romain Feillu évoluant dans l'équipe française Agritubel.

## Présentation

### Équipes
16 équipes sont au  départ de la course : sept équipes UCI ProTeam, trois équipes continentales professionnelles et six équipes continentales.
| ProTeams (7)- Bouygues Telecom - AG2R Prévoyance - Crédit agricole - CSC - La Française des jeux - Caisse d'Épargne - Cofidis-Le Crédit par Téléphone Équipes continentales professionnelles (3)- Agritubel - Chocolade Jacques-Topsport Vlaanderen - Landbouwkrediet-Tönissteiner Équipes continentales (6)- Bretagne-Armor Lux - Designa Køkken - Roubaix Lille Métropole - Continental Team Differdange - Babes Only-Villapark Lingemeer-Flanders - Auber 93 |
| |

## Classement final
| \| Classement général \| Classement général \| Classement général \| Classement général \| Classement général \| \| Coureur \| Coureur \| Pays \| Équipe \| Temps \| \| ------------------ \| ------------------- \| ------------------ \| --------------------- \| ------------------ \| \| 1er \| Romain Feillu \| France \| Agritubel \| 4 h 46 min 57 s \| \| 2e \| Aurélien Clerc \| Suisse \| Bouygues Telecom \| + 0 s \| \| 3e \| Aliaksandr Usau \| Biélorussie \| AG2R Prévoyance \| + 0 s \| \| 4e \| Thor Hushovd \| Norvège \| Crédit Agricole \| + 0 s \| \| 5e \| Saïd Haddou \| France \| Bouygues Telecom \| + 0 s \| \| 6e \| Stéphane Bonsergent \| France \| Bretagne-Armor Lux \| + 0 s \| \| 7e \| Matti Breschel \| Danemark \| CSC \| + 0 s \| \| 8e \| Carlos Da Cruz \| France \| La Française des jeux \| + 0 s \| \| 9e \| Luke Roberts \| Australie \| CSC \| + 0 s \| \| 10e \| José Iván Gutiérrez \| Espagne \| Caisse d'Épargne \| + 0 s \| |                     |             |                       |                 |
| |                     |             |                       |                 |
| |                     |             |                       |                 |
| Classement général |                     |             |                       |                 |
| Coureur | Coureur             | Pays        | Équipe                | Temps           |
| 1er | Romain Feillu       | France      | Agritubel             | 4 h 46 min 57 s |
| 2e | Aurélien Clerc      | Suisse      | Bouygues Telecom      | + 0 s           |
| 3e | Aliaksandr Usau     | Biélorussie | AG2R Prévoyance       | + 0 s           |
| 4e | Thor Hushovd        | Norvège     | Crédit Agricole       | + 0 s           |
| 5e | Saïd Haddou         | France      | Bouygues Telecom      | + 0 s           |
| 6e | Stéphane Bonsergent | France      | Bretagne-Armor Lux    | + 0 s           |
| 7e | Matti Breschel      | Danemark    | CSC                   | + 0 s           |
| 8e | Carlos Da Cruz      | France      | La Française des jeux | + 0 s           |
| 9e | Luke Roberts        | Australie   | CSC                   | + 0 s           |
| 10e | José Iván Gutiérrez | Espagne     | Caisse d'Épargne      | + 0 s           |